# Rookie (EP)
Rookie este al patrulea disc EP al grupului de fete sud-coreean Red Velvet. A fost lansat pe 1 februarie 2017, de către S.M. Entertainment. Albumul constă în 6 melodii, incluzând piesa principală cu același nume.
Mini-albumul a fost un succes comercial, ajungând în vârful clasamentelor Gaon Album și Billboard's World Albums.

## Istoric și lansare
Pe 20 ianuarie 2017, un reprezentant al S.M. Entertainment a dezvăluit ca Red Velvet plănuiesc să facă un comeback în februarie. Patru zile mai târziu, prima serie de poze promoționale a fost lansata pe site-ul oficial al agenției și pe contul oficial de Instagram, impreună cu data lansării albumului afișată pe una dintre poze.

## Listare de melodii
| Nr.             | Titlu                                              | Versuri                                                    | Muzică | Aranjament                                                                                | Lungime |  |
| 1.              | „Rookie”                                           | Jo Yoon-kyung                                              | Jamil `Digi` Chammas Leven Kali Sara Forsberg Karl Powell Harrison Johnson Russell Steedle MZMC Otha `Vakseen` Davis III Tay Jasper | The Colleagues Jamil 'Digi' Chammas                                                       | 3:17    |  |
| 2.              | „Little Little”                                    | JQ Jo Min-yang(makeumine works) Park Sung-hee(Jam Factory) | Gifty Dankwah Bruce Fielder | Gifty Dankwah Bruce Fielder                                                               | 3:59    |  |
| 3.              | „Happily Ever After”                               | 송캐럿 (Jam Factory)                                       | Sebastian Lundberg Fredrik Haggstam Johan Gustafsson Courtney Jenaé Courtney Woolsey Deez                                           | Sebastian Lundberg Fredrik Haggstam Johan Gustafsson Courtney Jenaé Courtney Woolsey Deez | 3:21    |  |
| 4.              | „Talk to Me”                                       | Lee Seu-ran (Jam Factory)                                  | Kervens Mazile Annalise Morelli Alina Smith Mats Ymell Vicente Castro Justin Matias                                                 | Kervens Mazile Annalise Morelli Alina Smith Mats Ymell Vicente Castro Justin Matias       | 3:32    |  |
| 5.              | „Body Talk”                                        | Misfit Jo Yoon-kyung                                       | Sebastian Lundberg Fredrik Haggstam Johan Gustafsson Ylva.Dimberg                                                                   | Sebastian Lundberg Fredrik Haggstam Johan Gustafsson Ylva.Dimberg                         | 3:39    |  |
| 6.              | „마지막 사랑 (Last Love)” (Piesa solo a lui Wendy) | Lee Hyun-kyu                                               | Park Geun-tae | Don Spike                                                                                 | 4:54    |  |
| Lungime totală: | Lungime totală:                                    | Lungime totală:                                            | Lungime totală: | Lungime totală:                                                                           | 22:46   |  |

## Vezi și
- SM Entertainment
- Kpop